# 久保紘之
久保 紘之（くぼ こうし、1940年 - ）は日本のジャーナリスト。産経新聞特別編集委員を歴任。

## 略歴
東京都出身。1963年、中央大学法学部法律学科卒業。産経新聞社に入社し、政治部記者、編集委員も務めたが、同時多発テロ以降の産経新聞の論調に「アホらしくなり」退社。
現在、『Hanada』に評論家・堤尭との対談「蒟蒻問答」を連載（「WiLL」より移動）。

## 著書
- 『田中角栄とその弟子たち―日本権力構造の悲劇』　（文藝春秋、1995年）
- 『天下不穏―軸なき国家は滅ぶ』　（扶桑社、2002年）